# Jessica Penny Brandenburger
Jessica Penny Brandenburger (* 15. Juni 1992 in Basel) ist eine Schweizer Politikerin (SP). 

## Politik
Brandenburger ist seit Dezember 2019 Mitglied des Grossen Rats des Kantons Basel-Stadt. Sie rückte für die in den Regierungsrat gewählte Tanja Soland nach. Im Oktober 2020 wurde Brandenburger im Wahlkreis Kleinbasel wiedergewählt. Im April 2021 übernahm sie zusammen mit Lisa Mathys das Co-Präsidium der SP Basel-Stadt.